# Lilium sempervivoideum
Lilium sempervivoideum (em chinês=蒜头百合|t=suan tou bai he) é uma espécie de planta herbácea perene com flor, pertencente à família Liliaceae. A espécie tem a altura variando entre 0,1-0,1 m e floresce a uma altitude de 2 000 m e 3 000 m.
A planta é endêmica das províncias de Sichuan e Yunnan na República Popular da China.